# Camilla (Géorgie)
Pour les articles homonymes, voir Camilla.
La ville de Camilla est le siège du comté de Mitchell, en Géorgie, aux États-Unis. Elle comptait 5 669 habitants lors du recensement de 2000.

## Démographie
| 1870 | 1880 | 1890 | 1900  | 1910  | 1920  |
| ---- | ---- | ---- | ----- | ----- | ----- |
| 289  | 672  | 866  | 1 051 | 1 827 | 2 136 |

| 1930  | 1940  | 1950  | 1960  | 1970  | 1980  |
| ----- | ----- | ----- | ----- | ----- | ----- |
| 2 025 | 2 588 | 3 745 | 4 753 | 4 987 | 5 414 |

| 1990  | 2000  | 2010  | - | - | - |
| ----- | ----- | ----- | - | - | - |
| 5 008 | 5 669 | 5 360 | - | - | - |

## Transports
Camilla est desservie par un aéroport (Camilla-Mitchell County Airport, code AITA : CXU).

## Source
- (en) Cet article est partiellement ou en totalité issu de l’article de Wikipédia en anglais intitulé « Camilla, Georgia » (voir la liste des auteurs).